# Clarias leiacanthus
Clarias leiacanthus és una espècie de peix de la família dels clàrids i de l'ordre dels siluriformes.

## Morfologia
Els mascles poden assolir els 33 cm de llargària total.

## Distribució geogràfica
Es troba a Sumatra, Borneo i Tailàndia.